# 国鉄チキ1形貨車
国鉄チキ1形貨車（こくてつチキ1がたかしゃ）は、かつて日本国有鉄道（国鉄）およびその前身である鉄道省等に在籍した25 t 積みの長物車である。

## 概要
レールや電柱の輸送用に作られた大形材木車オチ21090形、オチ21190形、の2形式合計249両が1928年（昭和3年）5月の車両称号規程改正によりチキ1形（チキ1 - チキ249）1形式にまとめられた上で形式名変更された。
オチ21090形は1914年（大正3年）度の単年度にて100両（オチ21090 - オチ21189）が鷹取工場及び汽車製造にて製作された。
オチ21190形はオチ21090形の改良型として同年度及び1915年（大正4年）度にて150両（オチ21190 - オチ21339）が川崎造船所兵庫工場にて製作された。
車体塗色は黒一色であり、寸法関係は一例として、全長は11,557 mm、全幅は2,667 mm、全高は2,622 mm、自重は10.8 t - 11.5 t である。
1984年（昭和59年）に最後まで在籍した車両が廃車となり同時に形式消滅となった。

## 操重車控車
本形式より6両（チキ46、チキ87、チキ105、チキ160、チキ161、チキ224）が操重車（ソ30形）の控車として運用された。主に老朽貨車が充てられ車籍はあるが、走行を伴う運用はまれであり通常は整備完了のうえ出動に備えて待機状態にある。これらの車両は車体側面を白色に塗装されたが、これは事業用代用車を表している。本形式車廃車後の後任車はチキ1000形に託された。

## 譲渡
1954年（昭和29年）3月25日に廃車となったチキ1形2両（チ79,チ178）が三菱鉱業（三菱鉱業美唄鉄道線）に譲渡され、チキ1形（チキ2,チキ1）となった。